# Vrixicássana

Variante de pose de escorpião com uma perna dobrada

Vrixicássana (do sânscrito: वृश्चिक vrschika ou vrishchika, que significa escorpião; e devanágari: वृश्क, IAST vṛśka. Transl.: vrishkasana ou vrischikasana), também chamado de postura do escorpião, é uma invertida sobre os braços e um muscular que surgiu como asana no ioga como exercício moderno, combinando o equilíbrio do antebraço e a curvatura das costas para trás; a variante com as mãos ao invés de antebraços no chão, cotovelos dobrados, é chamada Ganda Bherundasana. Light on Yoga trata as formas de equilíbrio do antebraço e da mão como variantes dessa pose. É uma parte do ciclo de cabeça em algumas tradições de ioga.
Uma pose semelhante, Pincha Mayurasana ou postura do pavão emplumado, é um equilíbrio do antebraço com o corpo levantado e as pernas retas, dando alguma semelhança com a cauda de um pavão. Sua pose preparatória é chamada de Ardha Pincha Mayurasana ou pose de golfinho.

## Etimologia e origens
O nome desta pose é do sânscrito वृश्चिक vrschika, "escorpião", e आसन āsana, "postura" ou "assento". Pincha (sânscrito: पिञ्छ, transl.: piñcha) significa "asa".
A pose não é encontrada em textos medievais de hataioga, mas é descrita em manuais do século XX, como Light on Yoga.

## Descrição

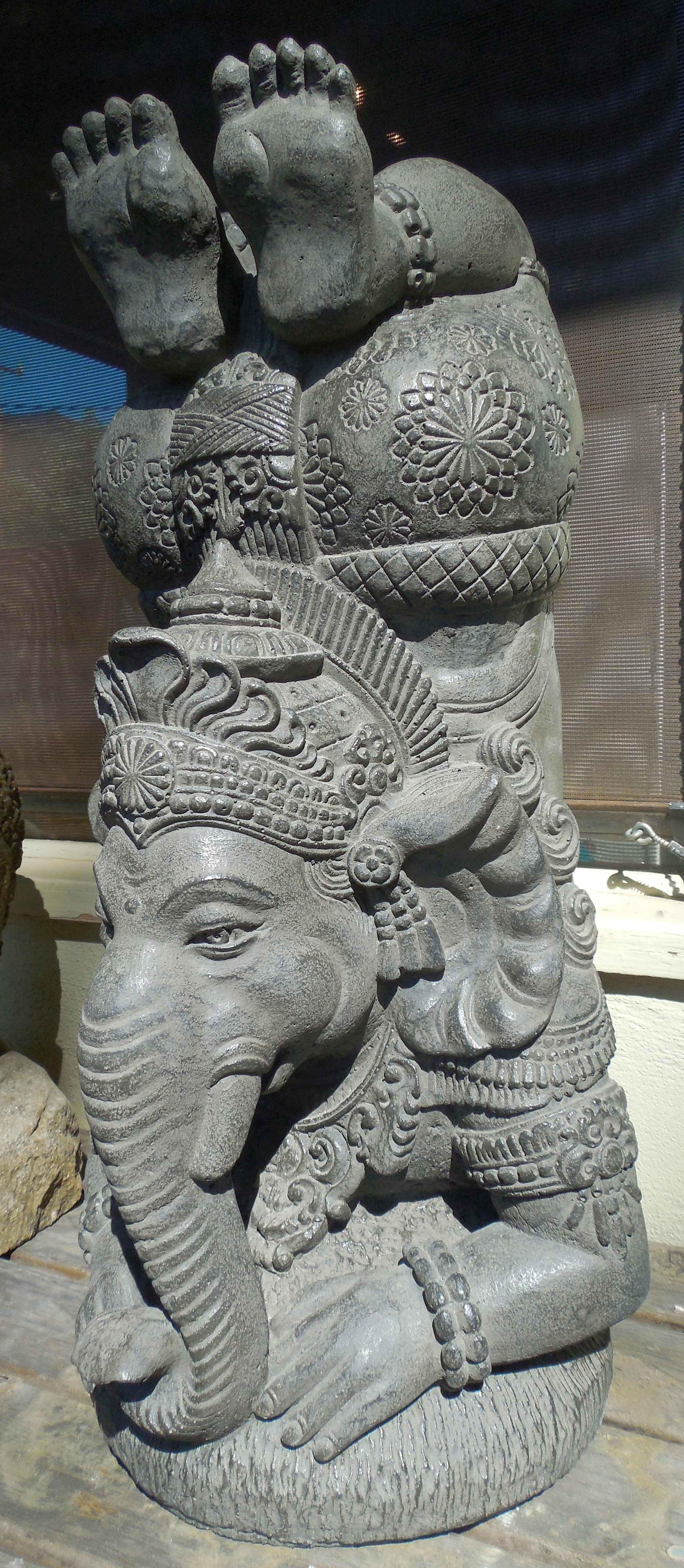
Estátua do século 20 de Ganesha em Pincha Mayurasana

Porque requer força, equilíbrio e flexibilidade, vrixicássana é descrito como uma postura avançada: Light on Yoga de 1966 de B. K. S. Iyengar classifica-o como nível 32 de 60. Na postura básica, o corpo está equilibrado como na postura de pino (shirsasana ou "parada de cabeça"), mas as pernas estão dobradas e as costas levemente arqueadas, e a cabeça é levantada do chão para que o corpo seja apoiado apenas pelos antebraços. Uma variante mais avançada tem as costas ainda mais arqueadas para que os pés toquem o topo da cabeça. Uma segunda variante avançada tem as pernas esticadas horizontalmente acima da cabeça e dos braços, lembrando a cauda do escorpião esticada em uma postura de ameaça para a frente sobre seu corpo. A pose também pode ser executada em uma variante com os braços retos. Seja apoiado nos antebraços (Pincha Mayurasana) ou com os braços em pino, o asana pode ser trabalhado com o uso de uma cadeira para apoiar os pés.
Light on Yoga distingue Vrischikasana I (equilíbrio do antebraço, pés na cabeça, placas 536 e 537) e Vrischikasana II (pintura de mão, pés na cabeça, placa 538), descrevendo o segundo como um equilíbrio "extremamente difícil". A colocação dos pés sobre a cabeça indica uma tentativa de subjugar o ego com suas emoções "mortais" de escorpião.
Em 2022, o professor de ioga indiano Yash Moradiya realizou vrixicássana por 29 minutos e 4 segundos, conforme medido pelo Guinness World Records em Dubai.

## Execução
Sentado em vajrásana coloque os antebraços no chão com os cotovelos na mesma distância que os seus ombros. Olhe para as mãos e tire os joelhos do solo estendendo suas pernas. Eleve uma das pernas e através da transmissão do peso para os braços tire o outro pé do solo. É importante não dar impulso, você desenvolverá muito mais força e destreza se fizer sem impulso.

### Dwahasta ou ardho mukha
A variação dwahasta ou ardhô mukha vrishkásana ao invés do apoio dos antebraços se faz somente com o apoio das mãos. Esta variação se diferencia do mahá kakásana pela retroflexão da coluna e pelo ponto de partida. O mahá kakásana parte do kakásana comum.

## Galeria

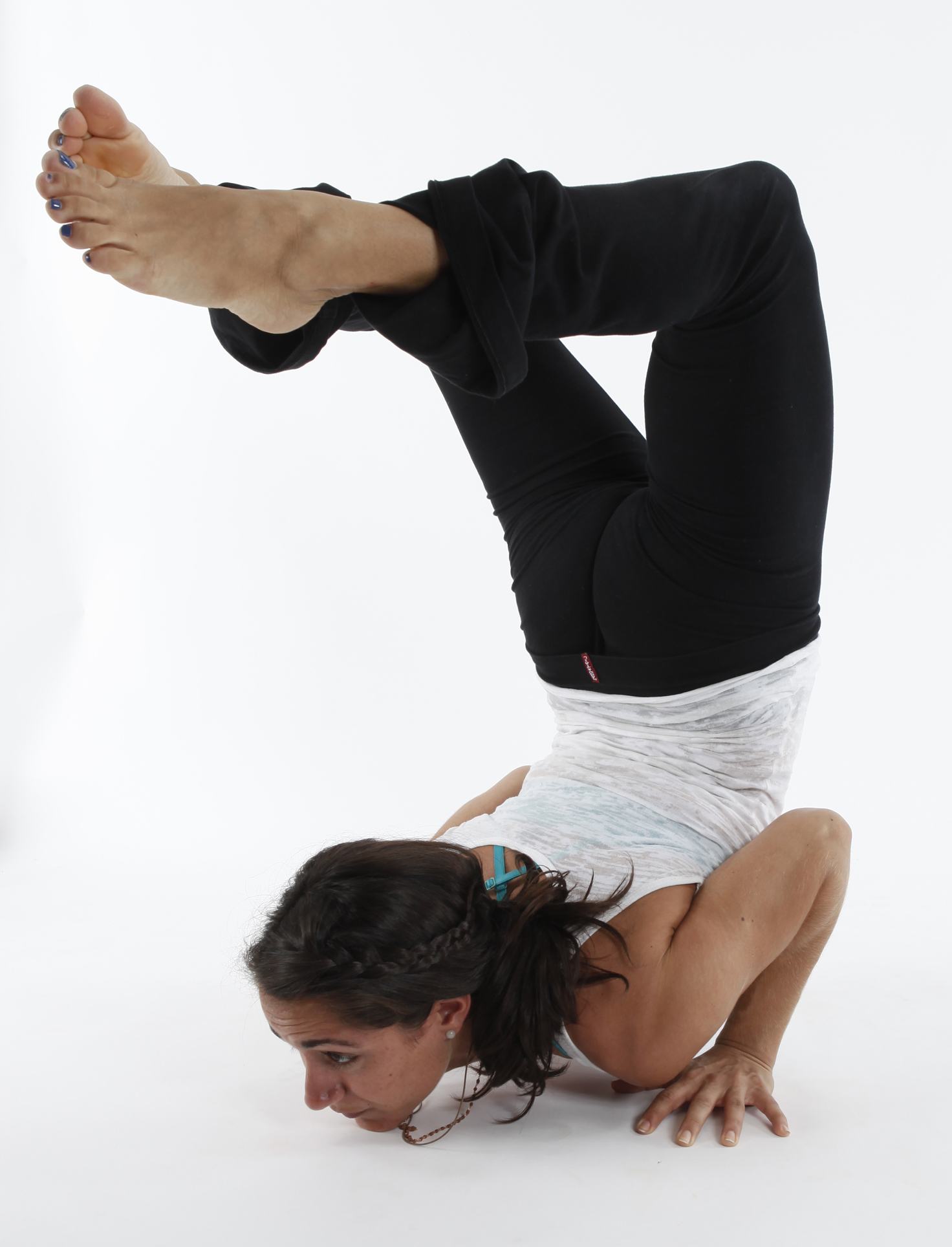
Ganda Bherundasana usa o equilíbrio da mão em vez do antebraço
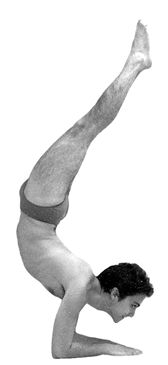
Ardha vrishkasana ou Pincha Mayurasana
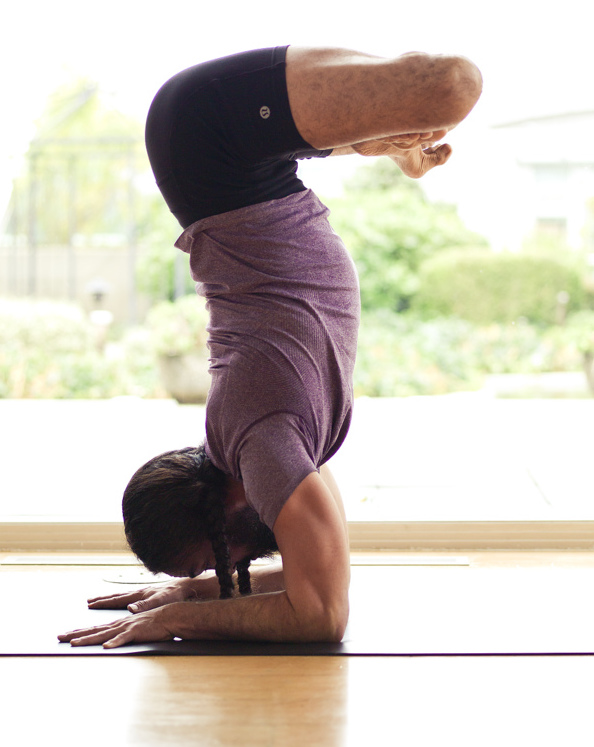
Pincha Mayurasana com pernas em posição de lótus